# Ryan Mason
Ryan Glen Mason (* 13. června 1991 Enfield) je anglický profesionální fotbalový trenér a bývalý fotbalový záložník. V roce 2021 byl prozatímním hlavním trenérem anglického klubu Tottenham Hotspur FC.

## Klubová kariéra
Mason je odchovancem Tottenhamu Hotspur a v A-týmu debutoval v roce 2008. Poté následně prošel hostováními v Yeovil Townu, Doncasteru Rovers, Millwallu, Lorientu a Swindon Townu. Svůj první zápas v Premier League odehrál v drese Tottenhamu v roce 2014. Poté, co se stal členem základní sestavy Tottenhamu debutoval v anglické reprezentaci v březnu 2015. V roce 2016 přestoupil Mason do Hullu City za 13 miliónů liber (klubový rekordní nákup), kde v lednu 2017 utrpěl zlomeninu lebky v zápase proti Chelsea. Po dlouhodobé léčbě a na doporučení lékařů ukončil v únoru 2018 svoji profesionální hráčskou kariéru v pouhých 26 letech.

## Trenérská kariéra
V roce 2021 se stal po vyhazovu Josého Mourinha prozatímním hlavním trenérem Tottenhamu a ve 29 letech se stal nejmladším trenérem v historii Premier League.

## Statistiky

### Hráčské

#### Klubové
| Klub                     | Sezóna  | Liga           | Liga   | Liga | FA Cup | FA Cup | EFL Cup | EFL Cup | Ostatní | Ostatní | Celkem | Celkem |
| Klub                     | Sezóna  | Liga           | Zápasy | Góly | Zápasy | Góly   | Zápasy  | Góly    | Zápasy  | Góly    | Zápasy | Góly   |
| ------------------------ | ------- | -------------- | ------ | ---- | ------ | ------ | ------- | ------- | ------- | ------- | ------ | ------ |
| Tottenham Hotspur        | 2008/09 | Premier League | 0      | 0    | 0      | 0      | 0       | 0       | 1       | 0       | 1      | 0      |
| Tottenham Hotspur        | 2009/10 | Premier League | 0      | 0    | —      | —      | —       | —       | —       | —       | 0      | 0      |
| Tottenham Hotspur        | 2010/11 | Premier League | 0      | 0    | 0      | 0      | —       | —       | 0       | 0       | 0      | 0      |
| Tottenham Hotspur        | 2011/12 | Premier League | 0      | 0    | —      | —      | —       | —       | 0       | 0       | 0      | 0      |
| Tottenham Hotspur        | 2012/13 | Premier League | 0      | 0    | 0      | 0      | 1       | 0       | 2       | 0       | 3      | 0      |
| Tottenham Hotspur        | 2014/15 | Premier League | 31     | 1    | 0      | 0      | 4       | 1       | 2       | 0       | 37     | 2      |
| Tottenham Hotspur        | 2015/16 | Premier League | 22     | 1    | 1      | 0      | 0       | 0       | 6       | 1       | 29     | 2      |
| Tottenham Hotspur        | 2016/17 | Premier League | 0      | 0    | —      | —      | —       | —       | —       | —       | 0      | 0      |
| Tottenham Hotspur        | Celkem  | Celkem         | 53     | 2    | 1      | 0      | 5       | 1       | 11      | 1       | 70     | 4      |
| Yeovil Town (host.)      | 2009/10 | League One     | 28     | 6    | 1      | 0      | —       | —       | 0       | 0       | 29     | 6      |
| Doncaster Rovers (host.) | 2010/11 | Championship   | 15     | 0    | —      | —      | —       | —       | —       | —       | 15     | 0      |
| Doncaster Rovers (host.) | 2011/12 | Championship   | 4      | 0    | —      | —      | 1       | 1       | —       | —       | 5      | 1      |
| Doncaster Rovers (host.) | Celkem  | Celkem         | 19     | 0    | —      | —      | 1       | 1       | —       | —       | 20     | 1      |
| Millwall (host.)         | 2011/12 | Championship   | 5      | 0    | 1      | 0      | —       | —       | —       | —       | 6      | 0      |
| Lorient (host.)          | 2012/13 | Ligue 1        | 0      | 0    | —      | —      | —       | —       | —       | —       | 0      | 0      |
| Swindon Town (host.)     | 2013/14 | League One     | 18     | 5    | 1      | 0      | 2       | 0       | 1       | 0       | 22     | 5      |
| Hull City                | 2016/17 | Premier League | 16     | 1    | 1      | 0      | 3       | 1       | —       | —       | 20     | 2      |
| Hull City                | 2017/18 | Championship   | 0      | 0    | 0      | 0      | 0       | 0       | —       | —       | 0      | 0      |
| Hull City                | Celkem  | Celkem         | 16     | 1    | 1      | 0      | 3       | 1       | —       | —       | 20     | 2      |
| Celkem                   | Celkem  | Celkem         | 139    | 14   | 5      | 0      | 11      | 3       | 12      | 1       | 167    | 18     |

#### Reprezentační
| Anglie | Anglie | Anglie |
| Rok    | Zápasy | Góly   |
| ------ | ------ | ------ |
| 2015   | 1      | 0      |
| Celkem | 1      | 0      |

### Trenérské
K 8. květnu 2021
| Klub                        | Od             | Do         | Statistiky | Statistiky | Statistiky | Statistiky | Statistiky | Ref.  |
| Klub                        | Od             | Do         | Zápasy     | Výhry      | Remízy     | Prohry     | Výhry %    | Ref.  |
| --------------------------- | -------------- | ---------- | ---------- | ---------- | ---------- | ---------- | ---------- | ----- |
| Tottenham Hotspur (dočasný) | 19. dubna 2021 | Současnost | 4          | 2          | 0          | 2          | 50,00      | [ 3 ] |
| Celkem                      | Celkem         | Celkem     | 4          | 2          | 0          | 2          | 50,00      |       |